# Marine der 600 Schiffe

Siegel der US Navy

Die Marine der 600 Schiffe (eng. 600-ship Navy) war ein Plan aus der Amtszeit des US-Präsidenten Ronald Reagan, der vorsah, die United States Navy auf insgesamt 600 Schiffe aufzurüsten. Als Erfinder der Idee gilt der Marineminister John Lehman.

## Plan

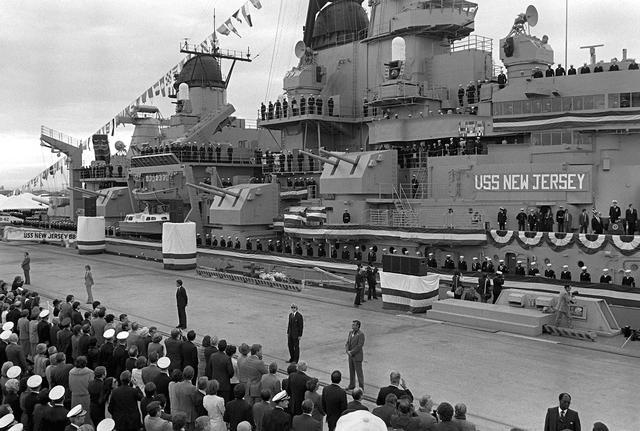
Reagan spricht bei der Wieder-Indienststellung der New Jersey

In Reagans 1980er-Wahlkampagne kam bereits die massive Aufrüstung der US-Streitkräfte vor. Davon profitierte vor allem die Navy, die unter Reagan auf 600 Schiffe (inklusive Tendern und anderen Unterstützungseinheiten) anwachsen sollte. Dazu wurden die Konstruktionszahlen von mehreren in Bau befindlichen Schiffsklassen erhöht (unter anderem wurde die Produktion der Flugzeugträger der Nimitz-Klasse, der U-Boote der Los-Angeles-Klasse und der Kreuzer der Ticonderoga-Klasse hochgefahren) und ältere Schiffe wurden durch so genannte SLEPs geführt (diese Service Life Extension Programs waren dazu gedacht, Flugzeugträger, die am Ende ihrer eigentlichen Dienstperiode standen, länger aktiv zu halten). Außerdem wurden alle vier Schlachtschiffe der Iowa-Klasse aus der Reserve geholt und nach einer intensiven Modernisierung wieder in Dienst gestellt.
Unter anderem sollte die US Navy 16 Trägerkampfgruppen betreiben, außerdem weitere vier „Surface Action Groups“ um die vier Schlachtschiffe. Für ersteres sollten sogar Flugzeugträger aus den 1940er Jahren, wie die Oriskany wieder in Dienst gestellt werden, was auf Grund der schlechten Verfassung der Schiffe aber verworfen wurde.

## Ende des Plans
1987 erreichte die Flottenstärke der Navy ihren höchsten Stand seit dem Vietnamkrieg: 594, 64 mehr als noch 1980. Nach dem Zusammenbrechen der Sowjetunion und dem Ende des Kalten Krieges wurde die Anzahl der Kriegsschiffe wieder verringert. Ältere Flugzeugträger und mit ihnen zahlreiche Eskorten wurden außer Dienst gestellt, sodass die Zahl der Trägerkampfgruppen von 15 auf 12 sank. Außerdem wurden Programme für neue Einheiten zurückgefahren, sodass die Produktion der U-Boote der Seawolf-Klasse, die ursprünglich einmal 29 Einheiten umfassen sollte, nach dem Bau von nur 3 Schiffen eingestellt wurde. Im Zuge dieser Reduktion der zahlenmäßigen Stärke trat 1988 der Marineminister James H. Webb aus Protest gegen die Verkleinerung zurück.